# Йошитеру Ямашита
Йошитеру Ямашита (на японски: 山下 芳輝) е японски футболист.

## Национален отбор
Записал е и 3 мача за националния отбор на Япония.
| Япония | Япония | Япония |
| Година | Мачове | Голове |
| ------ | ------ | ------ |
| 2001   | 2      | 0      |
| 2002   | 0      | 0      |
| 2003   | 1      | 0      |
| Общо   | 3      | 0      |